# 大塚幸之助
大塚 幸之助（おおつか こうのすけ、1906年 - 1987年）は、日本の実業家、プロ野球球団経営者。

## 生涯
東京府東京市本所区（現：東京都墨田区）に生まれる。府立第三中学校を四年生で中退、父と共に家業の大塚製作所に入社。1923年に父が死去したため社長に就任。1925年から1927年まで徴兵検査甲種合格で陸軍第一師団野戦重砲第三旅団輜重兵大隊（国府台）に所属。1935年に軍需工場の指定を受け、ばね等の自動車部品、機関銃部品を製造する軍需産業に転換。1945年に罹災のため千葉県松戸市に移転。戦後は洋傘、洋傘骨製造に転換。
1947年、国民野球連盟の大塚アスレチックスのオーナーに就任。同年秋には宇高勲の後を受け国民野球連盟の会長に就任。国民野球連盟解散後の1948年、金星スターズを買収。同年1,971万円の所得で長者番付の第7位となる。1948年12月に金星スターズが大映野球に吸収された後も大映野球（大映スターズ）社長に就任。1950年の退任後、大塚製作所の再建に専念したものの、1953年に倒産。
その後、大映・永田雅一の個人スタッフとして、永田の関与したペプシコーラ横浜支店支配人、東京スポーツ新聞社専務を歴任し、1962年、東京スタジアム副社長に就任。1971年から同代表清算人。後に東京スポーツ新聞社監査役。1987年、81歳で没。